# Pagiavelle
Pagiavelle war ein ostindisches Stückmaß. Durch den Handel waren die Koromandelküste mit Masulipatnam, Meliapor (alte Bezeichnung) und Bengalen (Präsidentschaft) wichtige Handelsorte und Regionen.
Die Anwendung fand das Maß beim Handel mit Kattune und sogenannte Calico/Kaliko. Unter Letzteres verstand man buntgedruckte Kattune der feineren Art. Die Ware wurde vorher nach dem Coudi vermessen. Das Ellenmaß war in der Größe der venezianischen Elle gleich. Der Verkauf erfolgte pagiavellenweise, also 4 Stücke zusammen.
- 1 Pagiavelle = 4 Stück